# Chrysomela badakhshanica
Chrysomela badakhshanica es un coleóptero de la familia Chrysomelidae. Fue descrita científicamente en 1978 por Yablokov-Khnzoryan.